# Ligamento umbilical mediano
El ligamento umbilical mediano es una estructura ligamentosa no apareada en la anatomía humana. Está cubierto por el pliegue umbilical mediano.

## Estructura
Se extiende desde el vértice de la vejiga hasta el ombligo, en la superficie profunda de la pared abdominal anterior. Es una pieza fibrosa de tejido que representa el remanente del uraco fetal.
Laterales a esta estructura se encuentran el ligamento umbilical medial y el ligamento umbilical lateral.

### Desarrollo
El ligamento umbilical mediano comienza como alantoides en el período embrionario. Luego se convierte en el uraco en el feto. Esto luego se convierte en el ligamento umbilical medio al nacer. También se forma a partir de la cloaca en el útero.

## Función
El ligamento umbilical medio no tiene función conocida.

## Significación clínica
El ligamento umbilical medio se puede utilizar como punto de referencia para los cirujanos que realizan laparoscopia, como la reparación laparoscópica de una hernia inguinal. Aparte de esto, no tiene ninguna función en un ser humano nacido y puede cortarse o extirparse impunemente.
Contiene el uraco, que es la forma obliterada del alantoides. La alantoides forma una comunicación entre la cloaca (parte terminal del intestino posterior) y el saco amniótico durante el desarrollo embrionario. Si el uraco no se cierra durante la vida fetal, puede provocar anomalías anatómicas como un quiste de uraco, una fístula de uraco, un divertículo de uraco o un seno de uraco.

## Sociedad y cultura
El ligamento umbilical medio se denominó en broma "ligamento de Xander" en un vídeo de YouTube publicado por Alexander R. Toftness (también conocido como ARTexplains en YouTube), y este nombre se utilizó posteriormente en Wikipedia durante un breve periodo de tiempo. Este término se utilizó posteriormente en un artículo publicado en Mayo Clinic Proceedings. El término también ha aparecido en un libro de texto médico de obstetricia y ginecología